# Ана Милењина
Ана Милењина (рус. Анна Александровна Миленина; Краснотуринск, 15. јул 1986) је руска параолимпијска биатлонка и нордијска скијашица.

## Биографија
Рођена је 15. јула 1986. у Краснотуринску са Ербовом парализом, због чега јој је парализована лева рука.
Освојила је златну медаљу на десет километара и сребрне медаље на петнаест и пет километара у скијању и на седам и по километара у биатлону на Зимским параолимпијским играма 2006.
Освојила је злато на пет километара на Руском првенству и Светском првенству 2009, злато на три километара у биатлону и петнаест километара у скијању и сребро у биатлону на Зимским параолимпијским играма 2010.
Проглашена је за почасног спортисту за своје напоре на Параолимпијским играма 2010.